# Уряд Лаосу
Уряд Лаосу — вищий орган виконавчої влади Лаосу.

## Голова уряду
- Прем'єр-міністр — Тонлун Сісуліт (англ. Thongloun Sisoulit).
- Віце-прем'єр-міністр — Бунтхон Читмані (англ. Bounthong Chitmani).
- Віце-прем'єр-міністр — Сонксай Сіпхандон (англ. Sonxai Siphandon).
- Віце-прем'єр-міністр — Сомді Дуангді (англ. Somdi Douangdi).

## Кабінет міністрів
Склад чинного уряду подано станом на 29 квітня 2016 року.
| Логотип | Міністерство                                                | Міністр                                                      | Фото | Час на посаді | Час на посаді | Партія | Партія | Вебсайт |
| ------- | ----------------------------------------------------------- | ------------------------------------------------------------ | ---- | ------------- | ------------- | ------ | ------ | ------- |
|         | Міністерство внутрішніх справ                               | Хаммам Сунвілеут (Khamman Sounvileut)                        |      |               |               |        |        |         |
|         | Міністерство громадської безпеки                            | Сомкео Сілавон (Somkeo Silavong)                             |      |               |               |        |        |         |
|         | Міністерство екології та природних ресурсів                 | Соммат Пхонсена (Sommat Phonsena)                            |      |               |               |        |        |         |
|         | Міністерство енергетики та гірничої промисловості           | Хаммані Інтхілат (Khammani Inthilat)                         |      |               |               |        |        |         |
|         | Міністерство житлово-комунального господарства і транспорту | Бунчан Сінтхавон (Bounchan Sinthavong)                       |      |               |               |        |        |         |
|         | Міністерство закордонних справ                              | Салеумксай Коммасіт (Saleumxai Kommasit)                     |      |               |               |        |        |         |
|         | Міністерство інформації, культури і туризму                 | Босенгкхам Вондала (Bosengkham Vongdala)                     |      |               |               |        |        |         |
|         | Міністерство науки і технології                             | Бовіенгкхам Вондала (Boviengkham Vongdala)                   |      |               |               |        |        |         |
|         | Міністерство оборони                                        | генерал-лейтенант Чансамон Чангналат (Chansamon Chan-gnalat) |      |               |               |        |        |         |
|         | Міністерство освіти і спорту                                | Сенгдуан Лачантхабун (Sengduan Lachanthaboun)                |      |               |               |        |        |         |
|         | Міністерство охорони здоров'я                               | Бункон Сіхавон (Bounkong Sihavong)                           |      |               |               |        |        |         |
|         | Міністерство планування та інвестицій                       | Супхан Кеоміксай (Souphan Keomixai)                          |      |               |               |        |        |         |
|         | Міністерство пошти, телекомунікацій і зв'язку               | Тхансамай Коммасіт (Thansamai Kommasit)                      |      |               |               |        |        |         |
|         | Міністерство праці та соціальної допомоги                   | Хамфенг Ксайсомпхенг (Khampheng Xaisompheng)                 |      |               |               |        |        |         |
|         | Міністерство промисловості                                  | Хеммані Пхонсена (Khemmani Phonsena)                         |      |               |               |        |        |         |
|         | Міністерство сільського і лісового господарства             | Лієн Тхікео (Lien Thikeo)                                    |      |               |               |        |        |         |
|         | Міністерство фінансів                                       | Сомді Дуангді (Somdi Douangdi)                               |      |               |               |        |        |         |
|         | Міністерство юстиції                                        | Ксайсі Сантівон (Xaisi Santivong)                            |      |               |               |        |        |         |

### Інші члени уряду
- Голова Адміністрації прем'єр-міністра — Пхет Пхомпхіпхак (англ. Phet Phomphiphak).
- Міністри в адміністрації прем'єр-міністра: Алункео Кіттікхун (англ. Alounkeo Kittikhoun), Бункеут Сангсомсак (англ. Bounkeut Sangsomsak), Чалеун Ийапаохеу (англ. Chaleun Yiapaoheu), Суванпхенг Буппханувон (англ. Souvanpheng Boupphanouvong).
- Голова Адміністрації президента — Хаммеунг Пхонтхаді (англ. Khammeung Phongthadi).
- Голова Національної палати контролю за обігом наркотиків — Субан Сіттхілат (англ. Souban Sitthilat).
- Голова Державного комітету інспекцій та Антикорупційного агентства — Бунтхон Читмані (англ. Bounthong Chitmani).